# Medicago astroites
Medicago astroites là một loài thực vật có hoa trong họ Đậu. Loài này được (Fisch. & C.A.Mey.) Trautv. miêu tả khoa học đầu tiên.